# Tršće (Čabar)
Tršće is een plaats in de gemeente Čabar in de Kroatische provincie Primorje-Gorski Kotar. De plaats telt 428 inwoners (2001).